# Cantonul Saint-Lys
Cantonul Saint-Lys este un canton din arondismentul Muret, departamentul Haute-Garonne, regiunea Midi-Pyrénées, Franța.

## Comune
- Bonrepos-sur-Aussonnelle
- Bragayrac
- Cambernard
- Empeaux
- Fonsorbes
- Fontenilles
- Lamasquère
- Saiguède
- Sainte-Foy-de-Peyrolières
- Saint-Lys (reședință)
- Saint-Thomas